# Lista de Pokémon da geração I
Este artigo apenas destaca os assuntos básicos das espécies Pokémon. Para detalhes detalhados do universo, por favor consulte os wikis sobre o assunto.

Logotipo internacional da franquia Pokémon.

A primeira geração (Geração I) da franquia Pokémon apresentou 151 criaturas fictícias introduzidas em 1996 no jogo de Game Boy, Pokémon Red e Green.
A lista a seguir descreve 151 Pokémon da Geração I em sua sequência do Pokédex Nacional - uma enciclopédia eletrônica no jogo, que fornece várias informações sobre números de Pokémon. O primeiro Pokémon, Bulbassauro, numerado de 001 e o último de Mew, numerado de 151. Formas alternativas que resultam em mudanças de tipo são incluídas por conveniência. Mega evoluções e formas regionais são incluídas nas páginas da geração em que foram introduzidas. MissingNo., uma falha, também está nesta lista.

## Design e desenvolvimento
A maioria dos Pokémon desta geração tinha designs relativamente simples e eram altamente análogos às criaturas da vida real, incluindo, entre outros: Pidgey (um pombo), Krabby (um caranguejo), Rattata (um rato), Ekans (uma cobra), e Seel (uma foca). Muitos Pokémon nos jogos originais serviram como base para repetir conceitos mais adiante na série.

## Lista de Pokémon
| Nome em inglês   | Nome em japonês        | Número do Pokédex Nacional | Tipo      | Tipo      | Evoluem em                        | Primeira aparição           |
| ---------------- | ---------------------- | -------------------------- | --------- | --------- | --------------------------------- | --------------------------- |
| Bulbasaur        | Fushigidane            | 001                        | Planta    | Venenoso  | Ivysaur (#002)                    | Red e Blue                  |
| Ivysaur          | Fushigisou             | 002                        | Planta    | Venenoso  | Venusaur (#003)                   | Red e Blue                  |
| Venusaur         | Fushigibana            | 003                        | Planta    | Venenoso  | Mega Evolução                     | Red & Blue                  |
| Mega Venusaur    | Mega Fushigibana       | 003                        | Planta    | Venenoso  | Não evoluem                       | X e Y                       |
| Charmander       | Hitokage               | 004                        | Fogo      | Fogo      | Charmeleon (#005)                 | Red e Blue                  |
| Charmeleon       | Lizardo                | 005                        | Fogo      | Fogo      | Charizard (#006)                  | Red e Blue                  |
| Charizard        | Lizardon               | 006                        | Fogo      | Voador    | Mega Evolução                     | Red e Blue                  |
| Mega Charizard X | Mega Lizardon X        | 006                        | Fogo      | Dragão    | Não evoluem                       | X e Y                       |
| Mega Charizard Y | Mega Lizardon Y        | 006                        | Fogo      | Voador    | Não evoluem                       | X e Y                       |
| Squirtle         | Zenigame               | 007                        | Água      | Água      | Wartortle (#008)                  | Red e Blue                  |
| Wartortle        | Kameil                 | 008                        | Água      | Água      | Blastoise (#008)                  | Red e Blue                  |
| Blastoise        | Kamex                  | 009                        | Água      | Água      | Mega Evolução                     | Red e Blue                  |
| Mega Blastoise   | Mega Kamex             | 009                        | Água      | Água      | Não evoluem                       | X e Y                       |
| Caterpie         | Caterpie               | 010                        | Inseto    | Inseto    | Metapod (#011)                    | Red e Blue                  |
| Metapod          | Transel                | 011                        | Inseto    | Inseto    | Butterfree (#012)                 | Red e Blue                  |
| Butterfree       | Butterfree             | 012                        | Inseto    | Voador    | Não evoluem                       | Red e Blue                  |
| Weedle           | Beedle                 | 013                        | Inseto    | Venenoso  | Kakuna (#014)                     | Red e Blue                  |
| Kakuna           | Cocoon                 | 014                        | Inseto    | Venenoso  | Beedrill (#015)                   | Red e Blue                  |
| Beedrill         | Spear                  | 015                        | Inseto    | Venenoso  | Mega Evolução                     | Red e Blue                  |
| Mega Beedrill    | Mega Spear             | 015                        | Inseto    | Venenoso  | Não evoluem                       | Omega Ruby e Alpha Sapphire |
| Pidgey           | Poppo                  | 016                        | Normal    | Voador    | Pidgeotto (#017)                  | Red e Blue                  |
| Pidgeotto        | Pigeon                 | 017                        | Normal    | Voador    | Pidgeot (#018)                    | Red e Blue                  |
| Pidgeot          | Pigeot                 | 018                        | Normal    | Voador    | Mega Evolução                     | Red e Blue                  |
| Mega Pidgeot     | Mega Pidgeot           | 018                        | Normal    | Voador    | Não evoluem                       | Omega Ruby e Alpha Sapphire |
| Rattata          | Koratta                | 019                        | Normal    | Normal    | Raticate (#020)                   | Red e Blue                  |
| Raticate         | Ratta                  | 020                        | Normal    | Normal    | Não evoluem                       | Red e Blue                  |
| Spearow          | Onisuzume              | 021                        | Normal    | Voador    | Fearow (#022)                     | Red e Blue                  |
| Fearow           | Onidrill               | 022                        | Normal    | Voador    | Não evoluem                       | Red e Blue                  |
| Ekans            | Arbo                   | 023                        | Venenoso  | Venenoso  | Arbok (#024)                      | Red e Blue                  |
| Arbok            | Arbok                  | 024                        | Venenoso  | Venenoso  | Não evoluem                       | Red e Blue                  |
| Pikachu          | Pikachu                | 025                        | Elétrico  | Elétrico  | Raichu (#026)                     | Red e Blue                  |
| Raichu           | Raichu                 | 026                        | Elétrico  | Elétrico  | Não evoluem                       | Red e Blue                  |
| Sandshrew        | Sand                   | 027                        | Terrestre | Terrestre | Sandslash (#028)                  | Red e Blue                  |
| Sandslash        | Sandpan                | 028                        | Terrestre | Terrestre | Não evoluem                       | Red e Blue                  |
| Nidoran♀         | Nidoran♀               | 029                        | Venenoso  | Venenoso  | Nidorina (#030)                   | Red e Blue                  |
| Nidorina         | Nidorina               | 030                        | Venenoso  | Venenoso  | Nidoqueen (#031)                  | Red e Blue                  |
| Nidoqueen        | Nidoquen/Nidoqueen     | 031                        | Venenoso  | Terrestre | Não evoluem                       | Red e Blue                  |
| Nidoran♂         | Nidoran♂               | 032                        | Venenoso  | Venenoso  | Nidorino (#033)                   | Red e Blue                  |
| Nidorino         | Nidorino               | 033                        | Venenoso  | Venenoso  | Nidoking (#034)                   | Red e Blue                  |
| Nidoking         | Nidoking               | 034                        | Venenoso  | Terrestre | Não evoluem                       | Red e Blue                  |
| Clefairy         | Pippi                  | 035                        | Fada      | Fada      | Clefable (#036)                   | Red e Blue                  |
| Clefable         | Pixy                   | 036                        | Fada      | Fada      | Não evoluem                       | Red e Blue                  |
| Vulpix           | Rokon                  | 037                        | Fogo      | Fogo      | Ninetales (#038)                  | Red e Blue                  |
| Ninetales        | Kyukon                 | 038                        | Fogo      | Fogo      | Não evoluem                       | Red e Blue                  |
| Jigglypuff       | Purin                  | 039                        | Normal    | Fada      | Wigglytuff (#040)                 | Red e Blue                  |
| Wigglytuff       | Pukurin                | 040                        | Normal    | Fada      | Não evoluem                       | Red e Blue                  |
| Zubat            | Zubat                  | 041                        | Venenoso  | Voador    | Golbat (#042)                     | Red e Blue                  |
| Golbat           | Golbat                 | 042                        | Venenoso  | Voador    | Crobat (#169)                     | Red e Blue                  |
| Oddish           | Nazonokusa             | 043                        | Planta    | Venenoso  | Gloom (#044)                      | Red e Blue                  |
| Gloom            | Kusaihana              | 044                        | Planta    | Venenoso  | Vileplume (#045) Bellossom (#182) | Red e Blue                  |
| Vileplume        | Ruffresia              | 045                        | Planta    | Venenoso  | Não evoluem                       | Red e Blue                  |
| Paras            | Paras                  | 046                        | Inseto    | Planta    | Parasect (#047)                   | Red e Blue                  |
| Parasect         | Parasect               | 047                        | Inseto    | Planta    | Não evoluem                       | Red e Blue                  |
| Venonat          | Kongpang               | 048                        | Inseto    | Venenoso  | Venomoth (#048)                   | Red e Blue                  |
| Venomoth         | Morphon                | 049                        | Inseto    | Venenoso  | Não evoluem                       | Red e Blue                  |
| Diglett          | Digda                  | 050                        | Terrestre | Terrestre | Dugtrio (#051)                    | Red e Blue                  |
| Dugtrio          | Dugtrio                | 051                        | Terrestre | Terrestre | Não evoluem                       | Red e Blue                  |
| Meowth           | Nyarth                 | 052                        | Normal    | Normal    | Persian (#053)                    | Red e Blue                  |
| Persian          | Persian                | 053                        | Normal    | Normal    | Não evoluem                       | Red e Blue                  |
| Psyduck          | Koduck                 | 054                        | Água      | Água      | Golduck (#055)                    | Red e Blue                  |
| Golduck          | Golduck                | 055                        | Água      | Água      | Não evoluem                       | Red e Blue                  |
| Mankey           | Mankey                 | 056                        | Lutador   | Lutador   | Primeape (#057)                   | Red e Blue                  |
| Primeape         | Okorizaru              | 057                        | Lutador   | Lutador   | Não evoluem                       | Red e Blue                  |
| Growlithe        | Gardie                 | 058                        | Fogo      | Fogo      | Arcanine (#059)                   | Red e Blue                  |
| Arcanine         | Windie                 | 059                        | Fogo      | Fogo      | Não evoluem                       | Red e Blue                  |
| Poliwag          | Nyoromo                | 060                        | Água      | Água      | Poliwhirl (#061)                  | Red e Blue                  |
| Poliwhirl        | Nyorozo                | 061                        | Água      | Água      | Poliwrath (#062) Politoed (#186)  | Red e Blue                  |
| Poliwrath        | Nyorobon               | 062                        | Água      | Lutador   | Não evoluem                       | Red e Blue                  |
| Abra             | Casey                  | 063                        | Psíquico  | Psíquico  | Kadabra (#064)                    | Red e Blue                  |
| Kadabra          | Yungerer               | 064                        | Psíquico  | Psíquico  | Alakazam (#065)                   | Red e Blue                  |
| Alakazam         | Foodin                 | 065                        | Psíquico  | Psíquico  | Mega Evolução                     | Red e Blue                  |
| Mega Alakazam    | Mega Foodin            | 065                        | Psíquico  | Psíquico  | Não evoluem                       | X e Y                       |
| Machop           | Wanriky                | 066                        | Lutador   | Lutador   | Machoke (#067)                    | Red e Blue                  |
| Machoke          | Goriky                 | 067                        | Lutador   | Lutador   | Machamp (#068)                    | Red e Blue                  |
| Machamp          | Kairiky                | 068                        | Lutador   | Lutador   | Não evoluem                       | Red e Blue                  |
| Bellsprout       | Madatsubomi            | 069                        | Planta    | Venenoso  | Weepinbell (#070)                 | Red e Blue                  |
| Weepinbell       | Utsudon                | 070                        | Planta    | Venenoso  | Victreebel (#071)                 | Red e Blue                  |
| Victreebel       | Utsubot                | 071                        | Planta    | Venenoso  | Não evoluem                       | Red e Blue                  |
| Tentacool        | Menokurage             | 072                        | Água      | Venenoso  | Tentacruel (#073)                 | Red e Blue                  |
| Tentacruel       | Dokukurage             | 073                        | Água      | Venenoso  | Não evoluem                       | Red e Blue                  |
| Geodude          | Ishitsubute/Isitsubute | 074                        | Pedra     | Terrestre | Graveler (#075)                   | Red e Blue                  |
| Graveler         | Golone                 | 075                        | Pedra     | Terrestre | Golem (#076)                      | Red e Blue                  |
| Golem            | Golonya                | 076                        | Pedra     | Terrestre | Não evoluem                       | Red e Blue                  |
| Ponyta           | Ponyta                 | 077                        | Fogo      | Fogo      | Rapidash (#078)                   | Red e Blue                  |
| Rapidash         | Gallop                 | 078                        | Fogo      | Fogo      | Não evoluem                       | Red e Blue                  |
| Slowpoke         | Yadon                  | 079                        | Água      | Psíquico  | Slowbro (#080) Slowking (#199)    | Red e Blue                  |
| Slowbro          | Yadoran                | 080                        | Água      | Psíquico  | Mega Evolução                     | Red e Blue                  |
| Mega Slowbro     | Mega Yadoran           | 080                        | Água      | Psíquico  | Não evoluem                       | X e Y                       |
| Magnemite        | Coil                   | 081                        | Elétrico  | Metálico  | Magneton (#082)                   | Red e Blue                  |
| Magneton         | Rarecoil               | 082                        | Elétrico  | Metálico  | Magnezone (#462)                  | Red e Blue                  |
| Farfetch'd       | Kamonegi               | 083                        | Normal    | Voador    | Sirfetch'd (#865)                 | Red e Blue                  |
| Doduo            | Dodo                   | 084                        | Normal    | Voador    | Dodrio (#085)                     | Red e Blue                  |
| Dodrio           | Dodrio/Dodorio         | 085                        | Normal    | Voador    | Não evoluem                       | Red e Blue                  |
| Seel             | Pawou                  | 086                        | Água      | Água      | Dewgong (#087)                    | Red e Blue                  |
| Dewgong          | Jugon                  | 087                        | Água      | Gelo      | Não evoluem                       | Red e Blue                  |
| Grimer           | Betbeter               | 088                        | Venenoso  | Venenoso  | Muk (#089)                        | Red e Blue                  |
| Muk              | Betbeton               | 089                        | Venenoso  | Venenoso  | Não evoluem                       | Red e Blue                  |
| Shellder         | Shellder               | 090                        | Água      | Água      | Cloyster (#091)                   | Red e Blue                  |
| Cloyster         | Parshen                | 091                        | Água      | Gelo      | Não evoluem                       | Red e Blue                  |
| Gastly           | Ghos                   | 092                        | Fantasma  | Venenoso  | Haunter (#093)                    | Red e Blue                  |
| Haunter          | Ghost                  | 093                        | Fantasma  | Venenoso  | Gengar (#094)                     | Red e Blue                  |
| Gengar           | Gangar                 | 094                        | Fantasma  | Venenoso  | Mega Evolução                     | Red e Blue                  |
| Mega Gengar      | Mega Gangar            | 094                        | Fantasma  | Venenoso  | Não evoluem                       | X e Y                       |
| Onix             | Iwark                  | 095                        | Pedra     | Terrestre | Steelix (#208)                    | Red e Blue                  |
| Drowzee          | Sleep/Sleepe           | 096                        | Psíquico  | Psíquico  | Hypno (#097)                      | Red e Blue                  |
| Hypno            | Sleeper                | 097                        | Psíquico  | Psíquico  | Não evoluem                       | Red e Blue                  |
| Krabby           | Crab                   | 098                        | Água      | Água      | Kingler (#099)                    | Red e Blue                  |
| Kingler          | Kingler                | 099                        | Água      | Água      | Não evoluem                       | Red e Blue                  |
| Voltorb          | Biriridama             | 100                        | Elétrico  | Elétrico  | Electrode (#101)                  | Red e Blue                  |
| Electrode        | Marumine               | 101                        | Elétrico  | Elétrico  | Não evoluem                       | Red e Blue                  |
| Exeggcute        | Tamatama               | 102                        | Planta    | Psíquico  | Exeggutor (#103)                  | Red e Blue                  |
| Exeggutor        | Nassy                  | 103                        | Planta    | Psíquico  | Não evoluem                       | Red e Blue                  |
| Cubone           | Karakara               | 104                        | Terrestre | Terrestre | Marowak (#105)                    | Red e Blue                  |
| Marowak          | Garagara               | 105                        | Terrestre | Terrestre | Não evoluem                       | Red e Blue                  |
| Hitmonlee        | Sawamular              | 106                        | Lutador   | Lutador   | Não evoluem                       | Red e Blue                  |
| Hitmonchan       | Ebiwalar               | 107                        | Lutador   | Lutador   | Não evoluem                       | Red e Blue                  |
| Lickitung        | Beroringa              | 108                        | Normal    | Normal    | Lickilicky (#463)                 | Red e Blue                  |
| Koffing          | Dogars                 | 109                        | Venenoso  | Venenoso  | Weezing (#110)                    | Red e Blue                  |
| Weezing          | Matadogas              | 110                        | Venenoso  | Venenoso  | Não evoluem                       | Red e Blue                  |
| Rhyhorn          | Sihorn                 | 111                        | Terrestre | Pedra     | Rhydon (#112)                     | Red e Blue                  |
| Rhydon           | Sidon                  | 112                        | Terrestre | Pedra     | Rhyperior (#464)                  | Red e Blue                  |
| Chansey          | Lucky                  | 113                        | Normal    | Normal    | Blissey (#242)                    | Red e Blue                  |
| Tangela          | Monjara                | 114                        | Planta    | Planta    | Tangrowth (#465)                  | Red e Blue                  |
| Kangaskhan       | Garura                 | 115                        | Normal    | Normal    | Mega Evolução                     | Red e Blue                  |
| Mega Kangaskhan  | Mega Garura            | 115                        | Normal    | Normal    | Não evoluem                       | X e Y                       |
| Horsea           | Tattu                  | 116                        | Água      | Água      | Seadrea (#117)                    | Red e Blue                  |
| Seadra           | Seadra                 | 117                        | Água      | Água      | Kingdra (#230)                    | Red e Blue                  |
| Goldeen          | Tosakinto              | 118                        | Água      | Água      | Seaking (#119)                    | Red e Blue                  |
| Seaking          | Azumao                 | 119                        | Água      | Água      | Não evoluem                       | Red e Blue                  |
| Staryu           | Hitodeman              | 120                        | Água      | Água      | Starmie (#121)                    | Red e Blue                  |
| Starmie          | Starmie                | 121                        | Água      | Psíquico  | Não evoluem                       | Red e Blue                  |
| Mr. Mime         | Barrierd               | 122                        | Psíquico  | Fada      | Mr. Rime (#866)                   | Red e Blue                  |
| Scyther          | Strike                 | 123                        | Inseto    | Voador    | Scizor (#212)                     | Red e Blue                  |
| Jynx             | Rougela                | 124                        | Gelo      | Psíquico  | Não evoluem                       | Red e Blue                  |
| Electabuzz       | Eleboo                 | 125                        | Elétrico  | Elétrico  | Electivire (#466)                 | Red e Blue                  |
| Magmar           | Boober                 | 126                        | Fogo      | Fogo      | Magmortar (#467)                  | Red e Blue                  |
| Pinsir           | Kailios                | 127                        | Inseto    | Inseto    | Mega Evolução                     | Red e Blue                  |
| Mega Pinsir      | Mega Kailios           | 127                        | Inseto    | Voador    | Não evoluem                       | Omega Ruby e Alpha Sapphire |
| Tauros           | Kentauros              | 128                        | Normal    | Normal    | Não evoluem                       | Red e Blue                  |
| Magikarp         | Koiking                | 129                        | Água      | Água      | Gyarados (#130)                   | Red e Blue                  |
| Gyarados         | Gyarados               | 130                        | Água      | Voador    | Mega Evolução                     | Red e Blue                  |
| Mega Gyarados    | Mega Gyarados          | 130                        | Água      | Noturno   | Não evoluem                       | X e Y                       |
| Lapras           | Laplace                | 131                        | Água      | Gelo      | Não evoluem                       | Red e Blue                  |
| Ditto            | Metamon                | 132                        | Normal    | Normal    | Não evoluem                       | Red e Blue                  |
| Eevee            | Eievui                 | 133                        | Normal    | Normal    | Múltiplas                         | Red e Blue                  |
| Vaporeon         | Showers                | 134                        | Água      | Água      | Não evoluem                       | Red e Blue                  |
| Jolteon          | Thunders               | 135                        | Elétrico  | Elétrico  | Não evoluem                       | Red e Blue                  |
| Flareon          | Booster                | 136                        | Fogo      | Fogo      | Não evoluem                       | Red e Blue                  |
| Porygon          | Porygon/Polygon        | 137                        | Normal    | Normal    | Porygon2 (#233)                   | Red e Blue                  |
| Omanyte          | Omnite                 | 138                        | Pedra     | Água      | Omastar (#139)                    | Red e Blue                  |
| Omastar          | Omstar                 | 139                        | Pedra     | Água      | Não evoluem                       | Red e Blue                  |
| Kabuto           | Kabuto                 | 140                        | Pedra     | Água      | Kabutops (#141)                   | Red e Blue                  |
| Kabutops         | Kabutops               | 141                        | Pedra     | Água      | Não evoluem                       | Red e Blue                  |
| Aerodactyl       | Ptera                  | 142                        | Pedra     | Voador    | Mega Evolução                     | Red e Blue                  |
| Mega Aerodactyl  | Mega Ptera             | 142                        | Pedra     | Voador    | Não evoluem                       | X e Y                       |
| Snorlax          | Kabigon                | 143                        | Normal    | Normal    | Não evoluem                       | Red e Blue                  |
| Articuno         | Freezer                | 144                        | Gelo      | Voador    | Não evoluem                       | Red e Blue                  |
| Zapdos           | Thunder                | 145                        | Elétrico  | Voador    | Não evoluem                       | Red e Blue                  |
| Moltres          | Fire                   | 146                        | Fogo      | Voador    | Não evoluem                       | Red e Blue                  |
| Dratini          | Miniryu                | 147                        | Dragão    | Dragão    | Dragonair (#148)                  | Red e Blue                  |
| Dragonair        | Hakuryu                | 148                        | Dragão    | Dragão    | Dragonite (#149)                  | Red e Blue                  |
| Dragonite        | Kairyu                 | 149                        | Dragão    | Voador    | Não evoluem                       | Red e Blue                  |
| Mewtwo           | Mewtwo                 | 150                        | Psíquico  | Psíquico  | Mega Evolução                     | Red e Blue                  |
| Mega Mewtwo X    | Mega Mewtwo X          | 150                        | Psíquico  | Lutador   | Não evoluem                       | X e Y                       |
| Mega Mewtwo Y    | Mega Mewtwo Y          | 150                        | Psíquico  | Psíquico  | Não evoluem                       | X e Y                       |
| Mew              | Mew                    | 151                        | Psíquico  | Psíquico  | Não evoluem                       | Red e Blue                  |
| MissingNo.       | Desconhecido           | Desconhecido               | Pássaro   | Normal    | Não evoluem                       | Red e Blue                  |

### Forma de Alola
| Nome em inglês | Nome em japonês        | Nome do Pokédex Nacional | Tipo      | Tipo     | Evoluem em       | Primeira aparição |
| -------------- | ---------------------- | ------------------------ | --------- | -------- | ---------------- | ----------------- |
| Rattata        | Koratta                | 019                      | Noturno   | Normal   | Raticate (#020)  | Sun e Moon        |
| Raticate       | Ratta                  | 020                      | Noturno   | Normal   | Não evoluem      | Sun e Moon        |
| Raichu         | Raichu                 | 026                      | Elétrico  | Psíquico | Não evoluem      | Sun e Moon        |
| Sandshrew      | Sand                   | 027                      | Gelo      | Metálico | Sandslash (#028) | Sun e Moon        |
| Sandslash      | Sandpan                | 028                      | Gelo      | Metálico | Não evoluem      | Sun e Moon        |
| Vulpix         | Rokon                  | 037                      | Gelo      | Gelo     | Ninetales (#038) | Sun e Moon        |
| Ninetales      | Kyukon                 | 038                      | Gelo      | Gelo     | Não evoluem      | Sun e Moon        |
| Diglett        | Digda                  | 050                      | Terrestre | Metálico | Dugtrio (#051)   | Sun e Moon        |
| Dugtrio        | Dugtrio                | 051                      | Terrestre | Metálico | Não evoluem      | Sun e Moon        |
| Meowth         | Nyarth                 | 052                      | Noturno   | Noturno  | Persian (#053)   | Sun e Moon        |
| Persian        | Persian                | 053                      | Noturno   | Noturno  | Não evoluem      | Sun e Moon        |
| Geodude        | Ishitsubute/Isitsubute | 074                      | Pedra     | Elétrico | Graveler (#075)  | Sun e Moon        |
| Graveler       | Golone                 | 075                      | Pedra     | Elétrico | Golem (#076)     | Sun e Moon        |
| Golem          | Golonya                | 076                      | Pedra     | Elétrico | Não evoluem      | Sun e Moon        |
| Grimer         | Betbeter               | 088                      | Venenoso  | Noturno  | Muk (#089)       | Sun e Moon        |
| Muk            | Betbeton               | 089                      | Venenoso  | Noturno  | Não evoluem      | Sun e Moon        |
| Exeggutor      | Nassy                  | 103                      | Planta    | Dragão   | Não evoluem      | Sun e Moon        |
| Marowak        | Garagara               | 105                      | Fogo      | Fantasma | Não evoluem      | Sun e Moon        |